# Scalebound
Scalebound (スケイルバウンド Sukeirubaundo?) sería un videojuego  de acción-aventura en tercera persona desarrollado por PlatinumGames. Este iba a estar disponible para las plataformas de Windows 10. Sin embargo, Microsoft Studios anuncia su retraso para Project Scorpio en enero de 2017, y una vez llegado enero se ha cancelado. Del diseñador gráfico Hideki Kamiya, Scalebound te transportaría a un distante y hostil mundo donde el jugador se encontraría cara a cara con temidas criaturas, incluyendo formidables dragones con los que se podría crear vínculos que serían de crucial importancia para ambos mundos.
Este nuevo juego nos transportaría a un mundo abierto lleno de monstruosas criaturas fantásticas mezclando la estética del entorno con toques de ciencia ficción. Un juego repleto de acción en el que podríamos relacionarnos con gigantescos dragones o enfrentarnos a ellos usando diversos tipos de poderes armados con armaduras especiales.
El protagonista sería Drew, un chico de unos 20 años de edad que ha sido arrastrado al mundo de Draconis (situado en un universo paralelo). En este reino de fantasía, debería forjar un vínculo de cooperación y amistad junto con el dragón Thuban, el último de su especie y así liberar a Draconis de una gran amenaza.

## Cancelado
Inicialmente, PlatinumGames tuvo planes de lanzamiento para el 2016, después estuvo teniendo problemas en el desarrollo, lo cual se retrasa el lanzamiento para el 2017, y finalmente, el 9 de enero de 2017 el videojuego es cancelado, hasta ahora no se han dado los motivos de su cancelación y sobre esto Microsoft solo ha mencionado que quiere darle más importancia al resto de juegos que están desarrollando.